# Iris pseudopumila
Il giaggiolo siciliano (Iris pseudopumila Tineo, 1827) è una pianta della famiglia delle Iridaceae.

## Descrizione
È una pianta erbacea perenne, rizomatosa, alta 12–20 cm.
Le foglie sono numerose, lanceolate, piatte, lunghe 10–20 cm e larghe 2–4 cm, glauche, glabre.
I fiori, inodori e singoli, sono di colore variabile: talvolta possono essere interamente gialli oppure interamente violetti, più raramente gialli con lacinie bordate di violetto o viceversa violetti con lacinie bordate di giallo. Esemplari dei differenti fenotipi si trovano assieme in popolazioni naturali.
Fiorisce da marzo a maggio.

## Distribuzione e habitat
Questa specie  è presente in Molise, Puglia, Campania, Sicilia e Malta.
In Sicilia si trova nel messinese, sui Nebrodi, sui monti attorno a Palermo, in alcuni tratti della costa trapanese; più rara sull'Etna e nella Sicilia sud-orientale. In Puglia si trova sulle Murge, sul Gargano e nel Salento.
È diffusa in pascoli e garighe da 100 a 1400 metri di altitudine.

## Tassonomia
La famiglia delle Iridaceae, attribuita dal Sistema Cronquist all'ordine Liliales, viene ascritta invece dalla più moderna Classificazione APG all'ordine Asparagales.
Secondo l'inquadramento sistematico proposto da Pignatti, che opera una forte semplificazione, tutte le Iris rizomatose, barbate e 1(2-3)flore sono inquadrabili in due sole specie: Iris chamaeiris e Iris pseudopumila (che differiscono tra loro per la lunghezza del tubo corollino: 1,5-2 volte e 3-5 l'ovario, rispettivamente).